# Рудник Непеан
Рудник Непеан (Nepean) — колишній гірничодобувний майданчик на південному заході Австралії.
Нікелеве родовище Непеан виявили у 1968 році, а вже у 1970-му компанії Metals Exploration NL та Freeport of Australia почали його розробку. В межах проєкту спорудили шахту глибиною 476 метрів. Руду вивозили автотранспортом на збагачувальну фабрику Камбалда.
Розробка Непеан тривала до 1987 року, при цьому накопичений видобуток становив 1,1 млн тонн руди, що містила 32 тисячі тонн нікелю.